# Pterogenia vittifinis
Pterogenia vittifinis är en tvåvingeart som beskrevs av Walker 1861. Pterogenia vittifinis ingår i släktet Pterogenia och familjen bredmunsflugor. Inga underarter finns listade i Catalogue of Life.